# Melbourne Football Club
A Melbourne Football Club (becenevén The Demons, A Démonok) ausztrálfutball-klub, amely Australian Football League (AFL) profiligában játszik Ausztráliában. A klub Melbourne-i. Más becenevei: Dees, Redlegs, illetve korábban: Fuchsias.
1859-ben, pár nappal a klub megalapítása után a Melbourne FC néhány tagja hozta létre az ausztrál futball első szabálykönyvét. 1862-ben a Melbourne részt vett a sportágban elsőnek tekintett kihívásos kupát. 1877-ben alapítója volt az ebben az évben létrejött két szövetség egyikének, a Victoriai Futball Szövetségnek. 1897-ben alapító tagja volt a Szövetség utódának, a Victoriai Futball Ligának is, amelyből aztán később az AFL létrejött.
A klub 2008-ban ünnepelte alapítói első összejövetelének 150, évfordulóját. 
A Melbourne FC tizenkétszeres bajnok (legutóbb 1964-ben. Stadionja a százezres befogadóképességű Melbourne Cricket Ground. A 2010-es bajnokságban 16 csapat közül a 12. helyen végzett.

## Fordítás
- Ez a szócikk részben vagy egészben  a   Melbourne Football Club című angol Wikipédia-szócikk ezen változatának fordításán alapul.  Az eredeti cikk szerkesztőit annak laptörténete sorolja fel. Ez a jelzés csupán a megfogalmazás eredetét és a szerzői jogokat jelzi, nem szolgál a cikkben szereplő információk forrásmegjelöléseként.